# Begonia acetosella
Begonia acetosella é uma espécie de Begonia.

## Sinônimo
- Begonia tetragona Irmsch.